# Andreas Hoppert
Andreas Hoppert (* 1963 in Bielefeld) ist ein deutscher Sozialrichter und Krimiautor.

## Leben und Werk
Hoppert studierte Rechtswissenschaft und arbeitete danach als wissenschaftlicher Mitarbeiter an der Universität Siegen. Seit 1990 ist er Richter am Sozialgericht Detmold.
In seinem Erstlingswerk „Der Fall Helms“ thematisiert Hoppert in einer Mischung aus Fakten und Fiktion den GSG-9-Einsatz in Bad Kleinen. Während es sich dabei eher um einen Politthriller handelt, können die weiteren Bücher des Autors eher als Gerichtsthriller oder Detektivgeschichten bezeichnet werden. Sie spielen in Bielefeld und Detmold, spiegeln Lokalkolorit und den Alltag des Justiz-, Polizei- und Verwaltungsbetriebs wider und greifen juristische Themen auf. Protagonist ist ein vorbestrafter Anwalt namens Marc Hagen.

## Werke
- Der Fall Helms. Grafit, Dortmund 2002, ISBN 3-89425-273-1.
- Erbfall. Grafit, Dortmund 2003, ISBN 3-89425-281-2.
- Die Medwedew-Variante. Grafit, Dortmund 2005, ISBN 3-89425-308-8.
- Zug um Zug. Grafit, Dortmund 2006, ISBN 3-89425-315-0.
- Menschenraub. Grafit, Dortmund 2007, ISBN 3-89425-340-1.
- Der Thule-Code. Grafit, Dortmund 2009, ISBN 3-89425-365-7.
- Schwanengesang. Grafit, Dortmund 2012, ISBN 3-89425-397-5.
- Die Mandantin. Grafit, Dortmund 2013, ISBN 978-3-89425-427-8.
- Bruderherz. Gabriel, 2013, ISBN 978-3522303231.
- Der Zahlenmörder. Grafit, Dortmund 2015, ISBN 978-3-89425-453-7.
- Ein eindeutiger Fall. Grafit, Dortmund 2018, ISBN 978-3-89425-575-6.